# Ibicuí (Campos Novos)
Ibicuí é um distrito do município brasileiro de Campos Novos, no interior do estado de Santa Catarina. Segundo o censo demográfico de 2022, realizado pelo Instituto Brasileiro de Geografia e Estatística (IBGE), sua população era de 1 375 habitantes e havia 513 domicílios particulares permanentes ocupados. Foi criado pela lei nº 2.171 de 29 de dezembro de 1995.
De acordo com o IBGE, em 2010 a população era de 1 141 habitantes e havia 398 domicílios particulares.